# Achyrospermum
Achyrospermum es un género de plantas fanerógamas  perteneciente a la familia Lamiaceae. Es originario del África tropical y Malasia. Comprende 32 especies descritas y de estas, solo 28 aceptadas.

## Descripción
Son plantas herbáceas perennes o arbustos de hojas pecioladas y crenadas. Las inflorescencias se presentan en una estructura de espiga terminal densa o lateral. Las brácteas son ovaladas, sésiles, apicales, escasamente pubescentes y con un margen ciliado que abarca el eje entre los verticilos. Respecto al cáliz podemos decir que tiene 5 dientes prácticamente iguales. La corola está compuesta por una estructura cilíndrica. Además está formada por limbos bilabiados, el labio superior está curvado y el inferior trilobulado y paralelos  entre ellos. Tiene 4 estambres fértiles y todos ellos dirigidos hacia la parte superior del tubo o del labio superior de la corola.

## Taxonomía
El género fue descrito por Carl Ludwig Blume y publicado en Bijdragen tot de flora van Nederlandsch Indië 840. 1826. La especie tipo no ha sido designada.

## Especies aceptadas
A continuación se brinda un listado de las especies del género Achyrospermum aceptadas hasta septiembre de 2014, ordenadas alfabéticamente. Para cada una se indica el nombre binomial seguido del autor, abreviado según las convenciones y usos.
- Achyrospermum aethiopicum Welw.
- Achyrospermum africanum Hook.f. ex Baker
- Achyrospermum axillare E.A.Bruce
- Achyrospermum carvalhoi Gürke
- Achyrospermum ciliatum Gürke
- Achyrospermum cryptanthum Baker
- Achyrospermum dasytrichum Perkins
- Achyrospermum densiflorum Blume
- Achyrospermum erythobotrys Perkins
- Achyrospermum fruticosum Benth.
- Achyrospermum laterale Baker
- Achyrospermum micranthum Perkins
- Achyrospermum mildbraedii Perkins
- Achyrospermum nyasanum Baker
- Achyrospermum oblongifolium Baker
- Achyrospermum parviflorum S.Moore
- Achyrospermum purpureum Phillipson
- Achyrospermum radicans Gürke
- Achyrospermum scandens Polhill
- Achyrospermum schimperi (Hochst. ex Briq.) Perkins
- Achyrospermum schlechteri Gürke
- Achyrospermum serratum E.A.Bruce
- Achyrospermum seychellarum Baker
- Achyrospermum squamosum Chikuni
- Achyrospermum swina Perkins
- Achyrospermum tisserantii Letouzey
- Achyrospermum urens Baker
- Achyrospermum wallichianum (Benth.) Benth. ex Hook.f.